# Autobusna linija br. 235 u Zagrebu
Linija 235 (Dubrava – Trnava – Kozari bok) dnevna je autobusna linija u Zagrebu.
Prometuje svaki dan na trasi: Dubrava (Južna ulica → Ulica kneza Branimira → Ulica Dragutina Mandla → terminal Dubrava → ul. Dubrava) – Čulinečka cesta – Ulica 2. gardijske brigade "Gromovi" – I. Čulinec – Čulinečka cesta – I. Resnički gaj – Trnava I. – Resnički put – okretište Trnava – Resnički put – Vukomerečka cesta – Ulica Siniše Glavaševića – Slavonska avenija – (smjer A: Ulica grada Gospića → servisno-industrijska cesta) – Kozari bok
Povezuje Čulinec, Trnavu i Vukomerec s tramvajsko-autobusnim terminalom Dubrava i poslovno-industrijskim zonama na Žitnjaku. Linija prema terminalu Dubrava također prolazi uz Donju Dubravu i željeznička stajališta Trnava i Čulinec. Linija je uvedena 2. ožujka 2020.

## Vanjske poveznice
- Vozni red linije 235